# Adelong
Adelong ist ein Ort im Süden von New South Wales, Australien. Er gehört zur Local Government Area Snowy Valleys Council.

## Geographie
Adelong liegt am Übergang von der Region Riverina zu den Snowy Mountains. Canberra liegt rund 90 Kilometer im Osten, Wagga Wagga rund 70 Kilometer im Westen. Nach Tumut sind es 21 Kilometer.
Durch den Ort führt der Snowy Mountains Highway.

## Geschichte
Die Region wurde traditionell vom Aborigines-Stamm der Wiradjuri besiedelt. Aus deren Sprache stammt auch der Ortsname, wobei die Bedeutung nicht restlos geklärt ist.
Eine erste Ansiedlung geht auf das Jahr 1836 zurück.

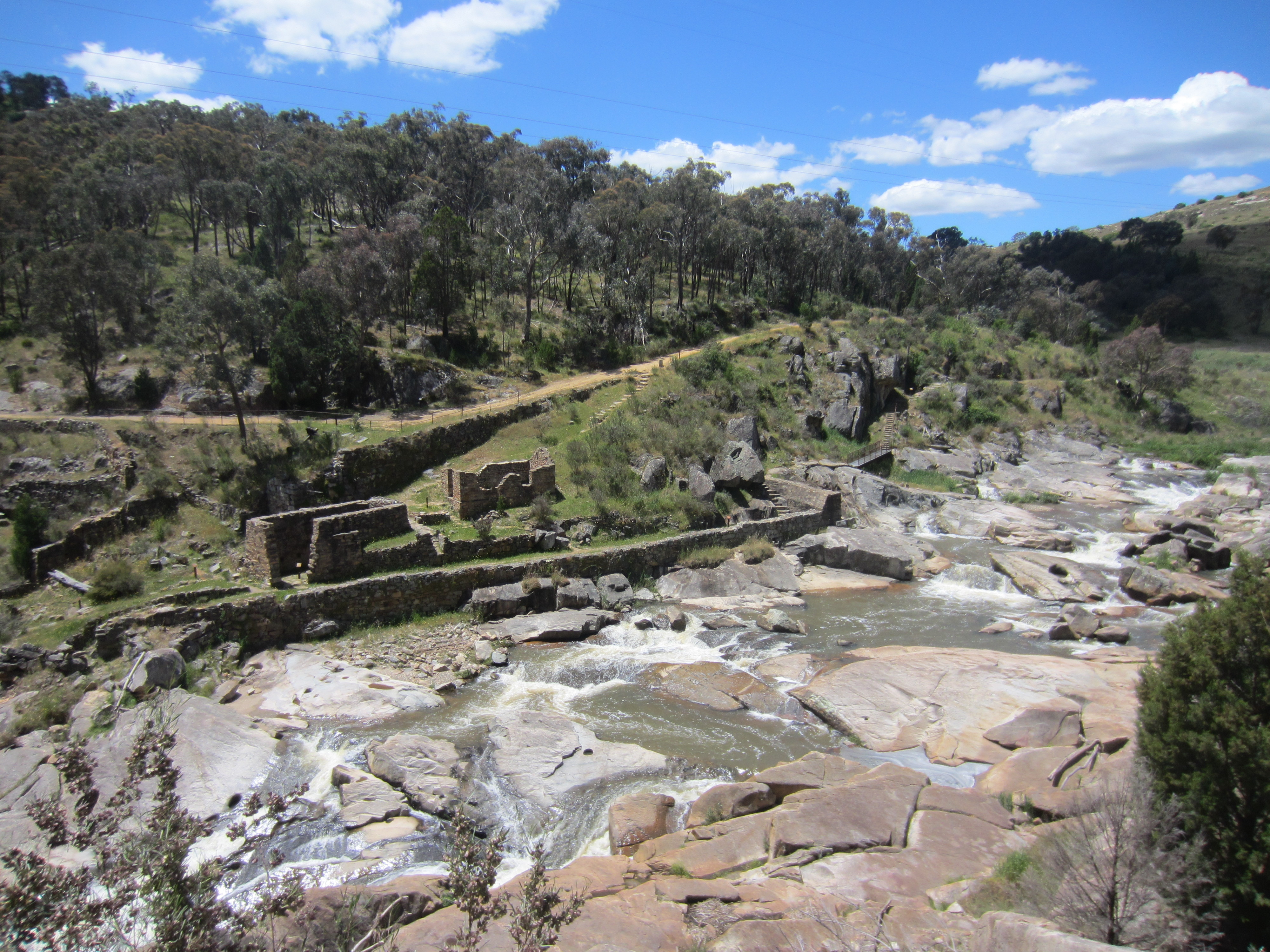
Adelong Falls Gold Workings: Ruinen von Goldwaschanlagen

Die Geschichte des Ortes ist geprägt vom Goldrausch in Australien in den 1850er Jahren. 1852 wurde in der Region Gold gefunden. Funde im Jahr 1857 führten zu einem Boom in Adelong, der schnell Tausende von Glückssuchenden anzog. 20.000 Menschen lebten um 1860 im Ort. Man geht davon aus, dass rund 25.000 Kilogramm Gold in der Region gefunden wurden. Mit dem Ersten Weltkrieg fand die Goldsuche in Adelong ein Ende. Noch heute können Minen und Gebäude aus dieser Zeit besichtigt werden.

## Demographie
Mit Stand von 2021 hatte Adelong 938 Einwohner, von denen 869 die australische Staatsangehörigkeit besaßen.  37 Personen im Ort waren Aborigines. Mit 46 Einwohnern/km² ist der Ort eher dünn besiedelt.
Insgesamt 16 Menschen aus Adelong wurden in England geboren. Weitere Einwohner, die im Ausland geboren wurden, kommen aus Südafrika (11), Neuseeland (10) und den USA (6).
Das Medianalter lag bei 49 Jahren. Das mittlere Einkommen pro Person betrug 599 Australische Dollar, das mittlere Haushaltseinkommen lag bei 1158 AUD, womit es zu den niedrigeren Haushaltseinkommen im landesweiten Vergleich (1746 AUD) zählt.

## Öffentliche Einrichtungen
In Adelong gibt es zwei Schulen, nämlich die Adelong Public School und die St Joseph's Primary School. Weiterhin gibt es fünf Parks sowie zwei öffentliche Sportstätten. Der Ort beherbergt eine Filiale der Australia Post und eine Polizeidienststelle.